# Trzeciaki (województwo warmińsko-mazurskie)
Trzeciaki (niem. Dreihöfen) – wieś w Polsce położona w województwie warmińsko-mazurskim, w powiecie kętrzyńskim, w gminie Korsze.
W latach 1975–1998 miejscowość administracyjnie należała do województwa olsztyńskiego.